# Deltochilum rosamariae
Deltochilum rosamariae là một loài bọ cánh cứng trong họ Bọ hung (Scarabaeidae).